# Michele Ricciardi
Michelangelo Ricciardi (Foggia, 8 ottobre 1671 – Penta, 17 agosto 1753) è stato un pittore italiano, attivo nelle antiche province di Principato Citra e Principato Ultra.

## Biografia
Michelangelo Ricciardi, conosciuto col solo nome di Michele, nacque a Foggia da una famiglia originaria di Penta di Fisciano, ove a lungo si è ritenuto che fosse nato nel 1672. Tuttavia, il ritrovamento dell'atto di battesimo redatto l'11 ottobre 1671 presso la Cattedrale di Foggia, ha permesso di stabilire il luogo di nascita nella città pugliese e la data all'8 ottobre 1671. 

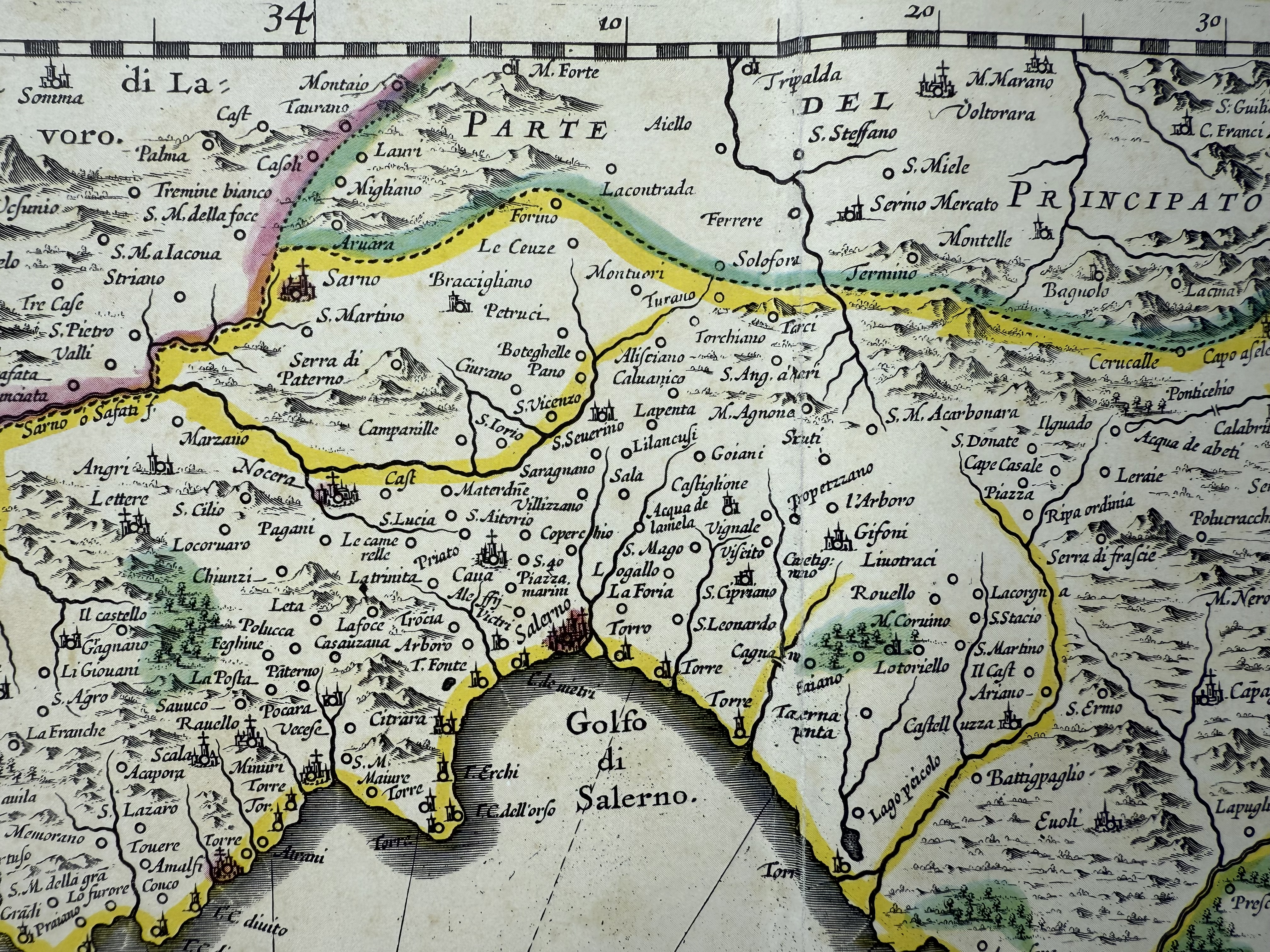
Dettaglio della mappa del Principato citeriore con la Valle dell’Irno e Penta (1640)

La sua attività va dal 1694 al 1753, ed è caratterizzata dalle opere dipinte nei conventi, nei monasteri, nelle chiese dei due Principati. Negli inventari delle opere d’arte conservate all’interno delle chiese, dei conventi e dei monasteri soppressi del Salernitano, ordinati dal R. D. del 30 aprile 1807, viene segnalato col nome di Abate Angelo Michele Ricciardi.
A Baronissi nel 1699 Ricciardi si dedicò alle figure allegoriche negli spicchi della volta sovrastante il portale d’ingresso della chiesa. La prima delle otto beatitudini, con la scritta “Beati qui esuriunt et sitiunt iustitiam”, porta la data e il monogramma. Ricciardi studiò le opere del Solimena nella vicina Solofra, Nocera Inferiore, nella cattedrale di Salerno, nella chiesa di San Giorgio a Salerno, a Napoli nel Gesù Nuovo e nella chiesa di Donnaregina Nuova; nel convento di Baronissi la presenza dell’artista è documentata fino al 1731. Del 1709 sono gli affreschi nel chiostro del convento di Serino; contemporaneamente a tali affreschi, Ricciardi tornò a lavorare nel vicino convento di Baronissi agli affreschi del coro.
Nel 1710 lavorò nella chiesa intitolata a San Sossio a Serino e nella chiesa del Corpo di Cristo; nel 1711 lavorò in località Sant’Angelo dei Lombardi. Nella chiesa di Santa Maria delle Grazie in Penta influenzato dalla cultura di G. Del Po, nella decorazione del soffitto della stessa chiesa dedicata ai Santi Bartolomeo e Maria, con la tela intitolata L’Apoteosi di San Benedetto (1718).

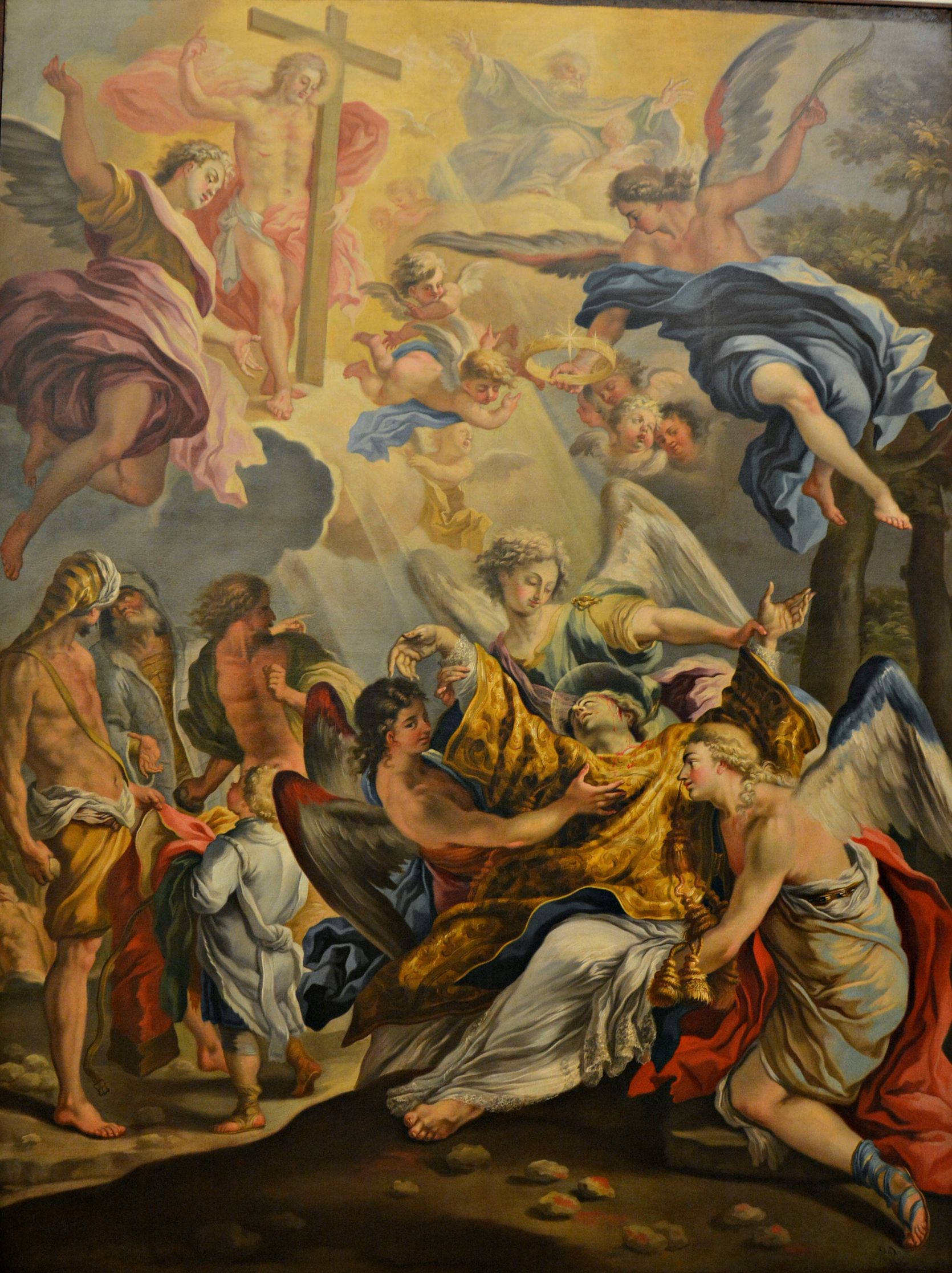
Lapidazione di Santo Stefano, Michele Ricciardi. Museo nazionale d'arte medievale e moderna della Basilicata - Palazzo Lanfranchi

Nel 1721 tornò a Baronissi e affrescò le pareti del transetto della chiesa della Santissima Trinità: La Gloria dell’ordine francescano e domenicano; Giovanni Duns Scoto e la Vergine; La Visione di San Domenico; Il Sacrificio di Isacco; Il Sogno di Giacobbe e L’Assunzione di Maria.

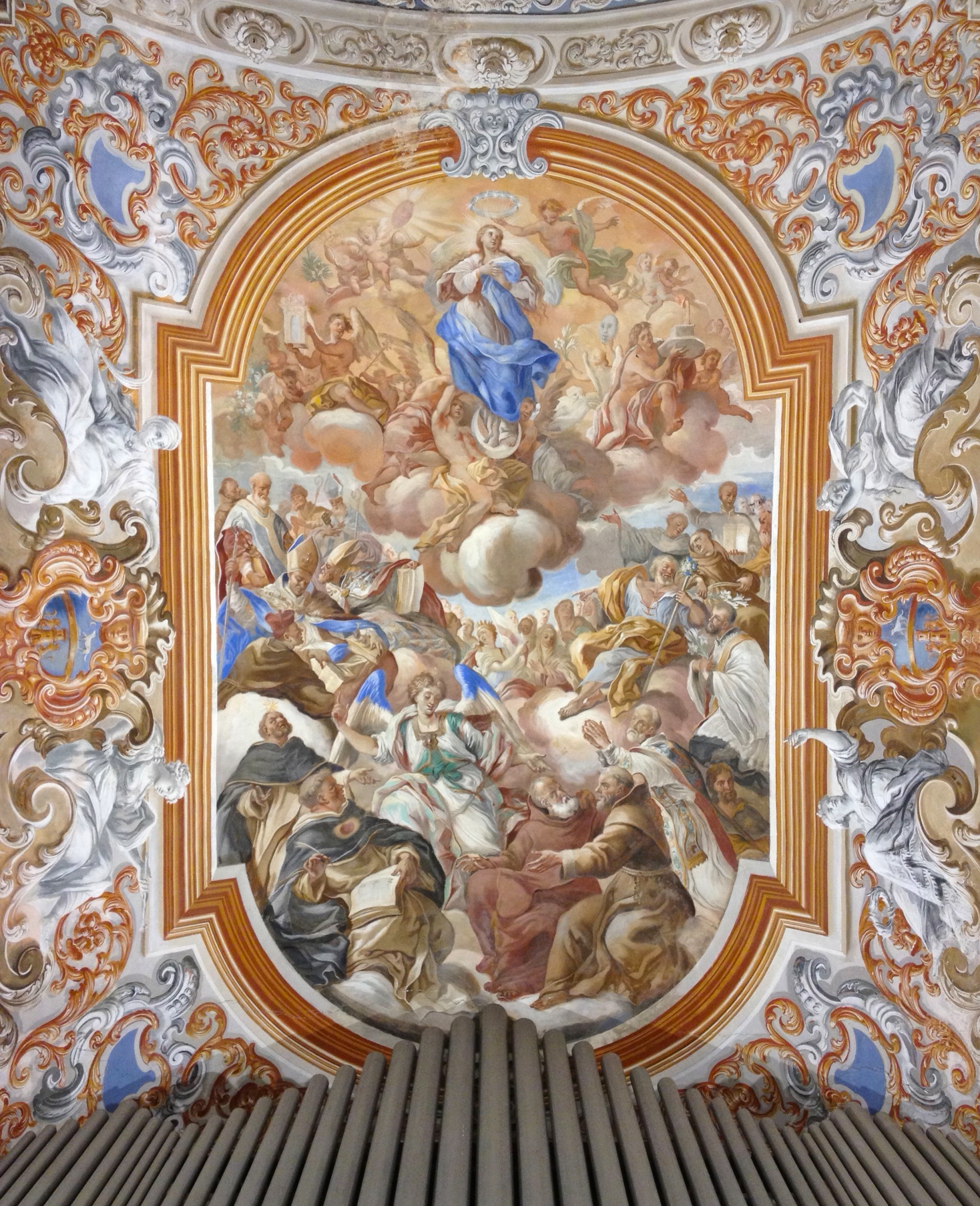
Gloria dell'Immacolata - Michele Ricciardi, Baronissi

L’attività di Ricciardi andava ad espandersi: a Penta nella chiesa di Santa Maria delle Grazie (ex Conservatorio dell’Immacolata Concezione); nella chiesa dedicata a Sant’Andrea ad Antessano; a Fisciano nel monastero delle Carmelitane; a Calvanico nella chiesa del Santissimo Salvatore; nella chiesa di Santa Maria d’Avigliano presso Campagna. Sempre a Campagna, Maurizio Ulino segnala in una sua pubblicazione altre tre tele poste nel soffitto della chiesa del SS. Salvatore: il Miracolo di S. Antonino, che libera un’ossessa legata alla colonna; la Madonna delle Grazie e santi; la Trasfigurazione. Attribuite a Ricciardi le quindici piccole tele dei Misteri del Rosario, nella chiesa di San Domenico in località Acquamela di Baronissi, e gli affreschi con Il digiuno di Cristo e L’Ultima Cena, nel refettorio del soppresso convento dei Cappuccini a Fisciano (oggi di proprietà degli eredi De Falco).
Nel 1731 Ricciardi dipinse nella chiesa di Santa Croce di Spiano La Battaglia di Ponte Milvio e L’Esaltazione della Croce. Nel 1739 era di nuovo nella natia Penta, nella chiesa dedicata ai Santi Bartolomeo e Guglielmo, e di nuovo a Mercogliano nel 1743 nella Congregazione dell’Immacolata.[6]

Numerosi suoi affreschi si possono ammirare nel Convento della Santissima Trinità di Baronissi. Pregevoli quelli del coro della Chiesa dello stesso complesso autografati e datati 1708 e 1709, quelli della parte superiore del transetto, posteriori, con la Gloria dell'Ordine francescano da una parte e domenicano dall'altra, anch'essi firmati e datati 1721 e quelli dell'ingresso con le rappresentazioni delle otto beatitudini, autografati e datati 1699. Notevoli anche quelli della parte superiore della navata della Chiesa raffiguranti allegorie della Penitenza, della Giustizia, della Religione, della Fede, della Fortezza, alcuni dei quali molto deteriorati. Proprio in questi ultimi si manifesta più apertamente l'avanzare del gusto rocailles, portato in provincia proprio grazie a questo pittore. Inoltre ancora nel refettorio dello stesso convento un altro affresco del Ricciardi che rappresenta le nozze di Cana porta la data 1723, come nel chiostro, dove si possono ammirare gli affreschi di due lunette, raffiguranti l'Immacolata ed il martirio dei PP. Felice de Felice, Giuseppe d'Atina ed Antonio de Martino avvenuto a Suakin, in Etiopia, nel 1648, ed una serie di medaglioni di martiri francescani. È autore degli affreschi del chiostro del Monastero del Monte a Montella.

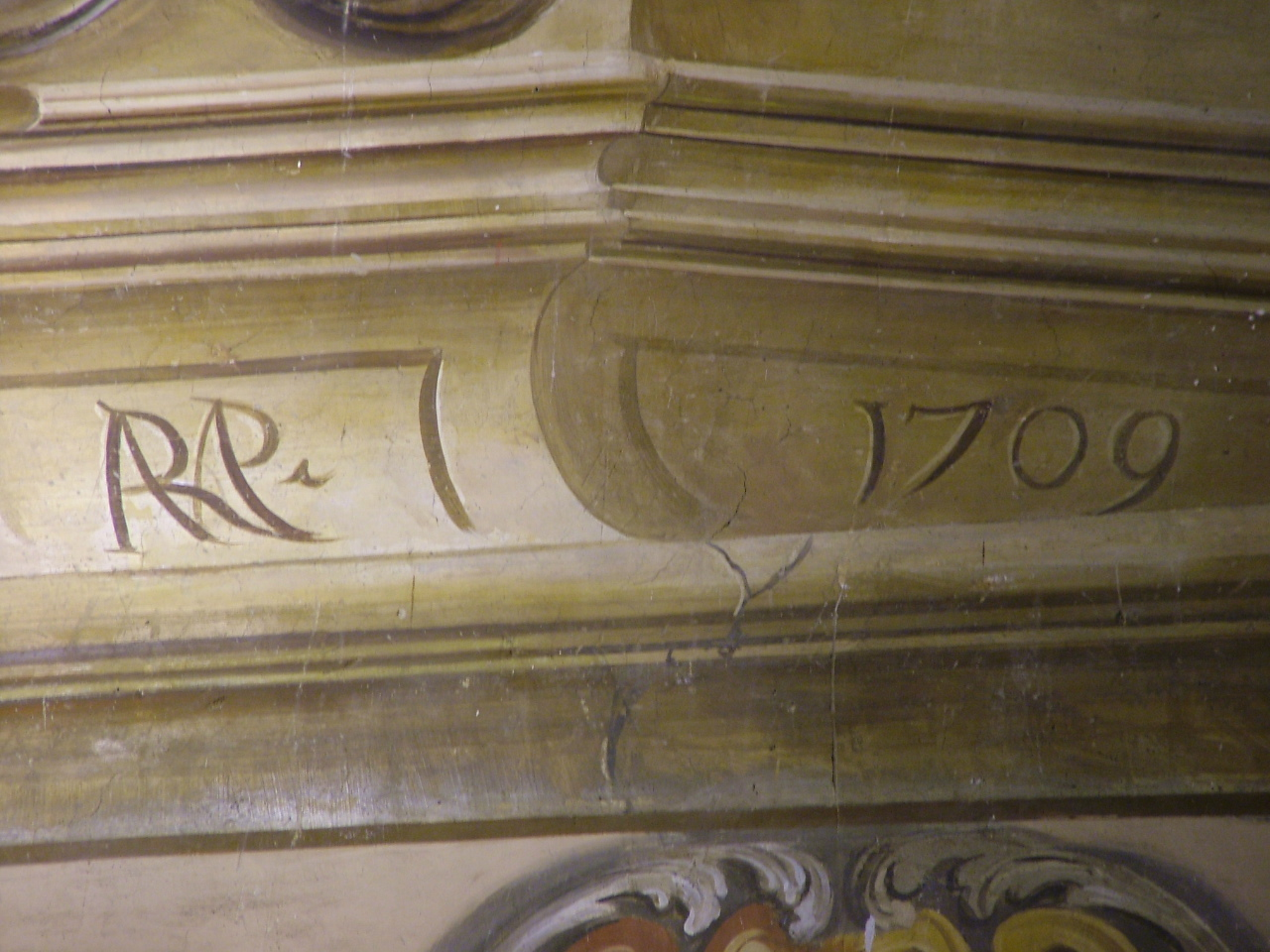
Firma apposta dal maestro negli affreschi del coro del Convento della SS.ma Trinità di Baronissi.

## Opere
- Le otto beatitudini, 1699, affreschi, Baronissi, volta della cantoria della Chiesa del Convento della SS.ma Trinità.
- Allegorie della Musica, dell'Anima, della Grazia e dell'Armonia, 1699, affreschi, Baronissi, volta dell'ingresso della Chiesa del Convento della SS.ma Trinità.
- Episodi dalle vite dei santi Francesco, Pietro di Alcantara, Giacomo della Marca, Salvatore de Horta, 1700, ciclo di affreschi, Bracigliano, Chiostro del Convento di San Francesco d'Assisi.
- Cristo alla colonna, 1701, olio su tela, 230 × 110 cm, Baronissi, Museo dell'Opera del Convento della SS.ma Trinità.
- Addolorata, 1701, olio su tela, 230 × 110 cm, Baronissi, Museo dell'Opera del Convento della SS.ma Trinità.
- Assunzione della Beata Vergine Maria, 1702 - 1705, olio su tela, 370 × 480 cm, Avellino, Duomo.
- Apostolato di San Francesco Saverio, 1702 - 1705, olio su tela, 353 × 210 cm, Avellino, Duomo.
- S. Carlo Borromeo e la peste di Milano, 1702 - 1705, olio su tela, 353 × 210 cm, Avellino, Duomo.
- Visione di Sant' Andrea Avellino, 1702 - 1705, olio su tela, 350 × 210 cm, Avellino, Duomo.
- San Modestino, 1702 - 1705, olio su tela, 353 × 210 cm, Avellino, Duomo.
- Visione di San Gaetano, 1702 - 1705, olio su tela, 330 × 420 cm, Avellino, Duomo.
- Madonna con il Bambino tra i santi Filippo Neri e Francesco d’Assisi, 1706, olio su tela, 240x179 cm, Salerno, Museo diocesano San Matteo (già nella chiesa abbaziale di Santa Maria delle Grazie Penta di Fisciano)
- Vergine che dà la pianeta a Sant'Ildefonso, 1706 - 1708, affresco, Salerno, sagrestia della Chiesa di San Giorgio.
- Incontro di San Francesco di Paola con Luigi XI, 1708, affresco, Baronissi, Coro del Convento della SS.ma Trinità.
- Gloria dell'Immacolata, 1708 - 1709, affresco, Baronissi, Coro del Convento della SS.ma Trinità.
- San Francesco alla corte del Sultano, 1709, affresco, Baronissi, Coro del Convento della SS.ma Trinità.
- Storie dalle vite dei Santi Francesco d'Assisi, Antonio da Padova, Giovanni da Capestrano, Pietro d'Alcantara, 1709, ciclo di affreschi, Serino, Chiostro del Convento di San Francesco d'Assisi.
- Madonna Immacolata con l'Arcangelo Michele e S. Filippo Neri, 1710 - 1712, olio su tela, 242 × 185 cm, Salerno, Duomo.
- Vergine Immacolata, affresco, Baronissi, Chiostro del Convento della SS.ma Trinità.
- Martirio dei PP. Felice de Felice, Giuseppe d'Atina ed Antonio de Martino, affresco, Baronissi, Chiostro del Convento della SS.ma Trinità.
- San Guglielmo addita alla venerazione la Sacra icona di Montevergine, 1718, olio su tela, Penta, Chiesa di Santa Maria delle Grazie (monumentale Chiesa di San Bartolomeo)
- Assunzione della Vergine, 1721, affresco, Baronissi, transetto del Convento della SS.ma Trinità.
- Sogno di Giacobbe e Sacrificio d'Isacco, 1721, affresco, Baronissi, transetto del Convento della SS.ma Trinità.
- Visione del beato Giovanni Duns Scoto, 1721, affresco, Baronissi, transetto del Convento della SS.ma Trinità.
- Visione di san Domenico, 1721, affresco, Baronissi, transetto del Convento della SS.ma Trinità.
- Gloria dell'ordine domenicano e dell'ordine francescano, 1721, affresco, Baronissi, arco trionfale del transetto del Convento della SS.ma Trinità.
- Sant'Agostino, Sant'Ambrogio, San Girolamo e San Gregorio Magno, 1721, affresco, Baronissi, transetto del Convento della SS.ma Trinità.
- Le nozze di Cana, 1723, affresco, Baronissi, Refettorio del Convento della SS.ma Trinità.
- Domine quo vadis?, 1724, olio su tela, Salerno, Chiesa di San Pietro in Vinculis.
- Madonna col Bambino ed i Santi Domenico e Luigi Gonzaga, 1729 circa, olio su tela, 180 × 130 cm, Avellino, Duomo.
- Sacra Famiglia con i Santi Francesco d'Assisi e Chiara, 1730, olio su tela, 206 × 153 cm, Avellino, Chiesa di Gesù Sacramentato.
- Crocifisso adorato dai Santi Nicola ed Antonio da Padova, 1730, olio su tela, 206 × 153 cm, Avellino, Chiesa di Gesù Sacramentato.
- Via Crucis, 1731, 14 olii su tele, 50 × 70 cm, Baronissi, Museo dell'Opera del Convento della SS.ma Trinità.
- Incoronazione della Vergine e i SS. Chiara, Michele, Francesco, Antonio, Ludovico d'Angiò, Luigi IX di Francia, S. Giuseppe, S. Rocco, 1731, tempera su legno, Mercato San Severino, Chiesa del Convento di S. Antonio.
- Madonna in trono con la venerabile Serafina di Dio e suore carmelitane, 1737, olio su tela, Fisciano, Coro delle suore della Chiesa del Monastero di San Giuseppe.
- Crocifisso con i Santi Benedetto e Guglielmo che intercedono per le anime purganti, 1739, olio su tela, 255 × 195 cm, Penta, Chiesa di San Bartolomeo.
- I Santi Benedetto e Guglielmo che intercedono con Cristo per le anime del purgatorio, 1739 - 1740, olio su tela, 200 × 250 cm, Nocera Inferiore, Museo diocesano San Prisco.
- Morte di San Giuseppe, 1739 - 1740, olio su tela, 200 × 250 cm, Nocera Inferiore, Museo diocesano San Prisco.
- Madonna del Rosario tra i santi Girolamo e Domenico, 1740, olio su tela, 179x126 cm, Salerno, Museo diocesano San Matteo (già nella chiesa abbaziale di Santa Maria delle Grazie Penta di Fisciano)
- Ermogene incatenato condotto dai diavoli al cospetto di San Giacomo, 1741, olio su tela, Lauro, Chiesa del Monastero di San Giacomo.
- Martirio di San Giacomo e dei suoi compagni, 1741, olio su tela, 180 × 300 cm, Lauro, Monastero di San Giacomo.
- Trasporto ed approdo miracoloso dei resti di San Giacomo in Spagna, 1741, olio su tela, 180 × 300 cm, Lauro, Monastero di San Giacomo.
- Immacolata Concezione, 1742, olio su tela, 220 × 165 cm, Lauro, Monastero di San Giacomo.
- SS.mo Salvatore tra i santi Bartolomeo, Amato e Pasquale Baylon, olio su tela, Montella, Museo del Convento di San Francesco a Folloni.
- Visitazione, 1743, olio su tela, 350 × 500 cm, Penta, Chiesa di San Bartolomeo.
- Assunzione di Maria, Montella, Chiesa di Santa Maria della Libera.
- Immacolata Concezione, Mercogliano, Chiesa dell'Immacolata Concezione.
- S. Tommaso d'Aquino, olio su tela, 146 × 90 cm, Taurasi, Chiesa del SS. Rosario (via Municipio).
- S. Michele Arcangelo, olio su tela, 146 × 92 cm, Taurasi, Chiesa del SS. Rosario (via Municipio).
- S. Giovanni Battista, olio su tela, Avellino, Chiesa di S. Giovanni Battista.
- Sacra Famiglia con san Giovannino e i santi Gioacchino, Zaccaria, Anna ed Elisabetta, 1746, olio su tela, 235x177 cm, Salerno, Museo diocesano San Matteo (già nella chiesa abbaziale di Santa Maria delle Grazie Penta di Fisciano)
- Incoronazione della Vergine col principe Caracciolo e la sua corte, 1747, olio su tela, 410 × 638 cm, Avellino, Chiesa del Carmine.
- La Pentecoste, 1748, olio su tela, 200 × 300 cm, Salerno, Chiesa del Convento di San Michele Arcangelo.
- L'Assunta in gloria, 1753, Fisciano, Confraternita del SS. Rosario.